# Mymensingh (divisie)
Mymensingh is een divisie van Bangladesh ontstaan op 14 december 2015.

## Bestuurlijke indeling
Mymensingh is onderverdeeld in 4 zila (districten). Oorspronkelijk waren deze districten onderdeel van de divisie Dhaka.

### Districten
De divisie is onderverdeeld in districten (zila):
- Jamalpur, Mymensingh, Netrakona en Sherpur.